# Jan Laeremans
Jan Laeremans (nascido em 23 de maio de 1962) é um político belga-flamengo do partido Vlaams Belang e membro do parlamento flamengo.
Laeremans é neto do senador da União do Povo Leo Wouters. Ele estudou filologia germânica na Universidade Católica de Leuven, onde se tornou membro do Vlaams Blok e depois trabalhou como professor de línguas no ensino médio. Laeremans tornou-se conselheiro provincial de Brabante Flamengo em 1991 para o Vlaams Blok e mais tarde para o Vlaams Belang. Ele ocupou esse cargo até 2019, quando foi eleito para o parlamento flamengo.